# 太陽旗
太陽旗是以太陽圖樣作為旗幟內容的旗幟，一般指日本国旗。此外許多國家和地區如納米比亞、北馬其頓共和國、馬其頓、孟加拉、菲律賓、吉爾吉斯、哈薩克、阿根廷、盧安達、尼泊爾、烏拉圭、馬拉威、吉里巴斯以及中華民國的國旗中皆繪有太陽。韓國國旗受到易經影響，用陰陽兩極來象徵太陽。

## 青天白日
| 中國國民黨黨旗 |
| 中國國民黨黨旗 |

| 中華民國行政院院長旗 |
| 中華民國行政院院長旗 |

| 中華民國國旗 |
| 中華民國國旗 |

| 中華民國臺灣軍政府旗幟 |
| 中華民國臺灣軍政府旗幟 |

| 中華民國國軍軍旗 |
| 中華民國國軍軍旗 |

| 汪精衛政權國旗 |
| 汪精衛政權國旗 |

| 和平建國軍海軍艦艏旗 |
| 和平建國軍海軍艦艏旗 |

| 中華民國統帥旗 |
| 中華民國統帥旗 |

| 中華民國副總統旗 |
| 中華民國副總統旗 |

| 中華民國財政部部長旗 |
| 中華民國財政部部長旗 |

| 中國青年救國團團旗 |
| 中國青年救國團團旗 |

| 民國黨黨旗 |
| 民國黨黨旗 |

| 臺灣民眾黨黨旗 |
| 臺灣民眾黨黨旗 |

| 越南人民行動黨黨旗 |
| 越南人民行動黨黨旗 |

| 納米比亞國旗 |
| 納米比亞國旗 |

| 蒂納基約市旗 |
| 蒂納基約市旗 |

## 朝鮮太極圖
| 大韓民國國旗 |
| 大韓民國國旗 |

## 索永布
| 蒙古革命臨時政府旗幟 |
| 蒙古革命臨時政府旗幟 |

| 蒙古奧林匹克委員會會旗 |
| 蒙古奧林匹克委員會會旗 |

| 蒙古國旗 |
| 蒙古國旗 |

## 擬人化太陽
| 阿根廷國旗 |
| 阿根廷國旗 |

| 烏拉圭國旗 |
| 烏拉圭國旗 |

| 文尼察州州旗（英语：Flag of Vinnytsia Oblast） |
| 文尼察州州旗           |

| 卡缅涅茨-波多利斯基市旗 |
| 卡缅涅茨-波多利斯基市旗 |

| 埃尔索莱拉斯市旗 |
| 埃尔索莱拉斯市旗 |

| 拉纳王朝旗帜 |
| 拉纳王朝旗帜 |

## 維吉納太陽
| 馬其頓國旗（1992年－1995年） |
| 馬其頓國旗（1992年－1995年） |

| 希臘馬其頓旗幟 |
| 希臘馬其頓旗幟 |

| 馬其頓卡梅尼察市鎮市旗 |
| 馬其頓卡梅尼察市鎮市旗 |

| 北馬其頓國旗 |
| 北馬其頓國旗 |

## 黑太陽
| 黑太陽旗 |
| 黑太陽旗 |

| 國家社會主義革命運動“黑太陽”（英语：National Socialist Revolutionary Movement "Black Sun"）黨旗 |
| 國家社會主義革命運動“黑太陽”黨旗           |

## 紅日旗
| 日本國旗 |
| 日本國旗 |

| 大日本帝國國旗 |
| 大日本帝國國旗 |

| 孟加拉國旗 |
| 孟加拉國旗 |

| 孟加拉人民共和國臨時政府旗幟（正面） |
| 孟加拉人民共和國臨時政府旗幟（正面） |

| 孟加拉人民共和國臨時政府旗幟（背面） |
| 孟加拉人民共和國臨時政府旗幟（背面） |

| 日本稅關關旗 |
| 日本稅關關旗 |

| 韓國統監府旗幟 |
| 韓國統監府旗幟 |

| 大日本青年黨黨旗 |
| 大日本青年黨黨旗 |

| 博愛社旗幟 |
| 博愛社旗幟 |

| 日本郵政旗（1872年－1887年） |
| 日本郵政旗（1872年－1887年） |

| 大政翼贊會會旗 |
| 大政翼贊會會旗 |

| 琉球王國商船旗 |
| 琉球王國商船旗 |

| 琉球政府民用旗 |
| 琉球政府民用旗 |

| 沖繩縣縣旗 |
| 沖繩縣縣旗 |

| 旭川市市旗 |
| 旭川市市旗 |

| 日置市市旗 |
| 日置市市旗 |

| 日光市市旗 |
| 日光市市旗 |

## 旭日旗
| 日本陸上自衛隊隊旗 |
| 日本陸上自衛隊隊旗 |

| 日本海上自衛隊隊旗 |
| 日本海上自衛隊隊旗 |

| 大日本帝國陸軍戰鬥旗 |
| 大日本帝國陸軍戰鬥旗 |

| 朝日新聞社公司旗 |
| 朝日新聞社公司旗 |

| 克伦民族解放军军旗（曾用） |
| 克伦民族解放军军旗（曾用） |

## 太陽朋克
| 太陽龐克代表旗幟 |
| 太陽龐克代表旗幟 |

| 太陽龐克無政府主義旗幟 |
| 太陽龐克無政府主義旗幟 |

## 齊亞太陽
| 新墨西哥州州旗 |
| 新墨西哥州州旗 |

| 阿布奎基市旗（英语：Flag of Albuquerque） |
| 阿布奎基市旗           |

| 罗斯维尔市旗 |
| 罗斯维尔市旗 |

## 二分太陽
| 格陵蘭旗幟 |
| 格陵蘭旗幟 |

| 林科纳达比科尔人旗帜（英语：Rinconada Bikol language） |
| 林科纳达比科尔人旗帜           |

## “日”字
| 東京都都旗 |
| 東京都都旗 |

| 四日市市市旗 |
| 四日市市市旗 |

| 廿日市市市旗 |
| 廿日市市市旗 |

| 日南市市旗 |
| 日南市市旗 |

## 陽光照射

### 完整太陽
| 哈薩克國旗 |
| 哈薩克國旗 |

| 吉爾吉斯國旗 |
| 吉爾吉斯國旗 |

| 尼泊爾國旗 |
| 尼泊爾國旗 |

| 菲律賓國旗 |
| 菲律賓國旗 |

| 盧旺達國旗 |
| 盧旺達國旗 |

| 格魯吉亞蘇維埃社會主義共和國國旗 |
| 格魯吉亞蘇維埃社會主義共和國國旗 |

| 庫爾德斯坦旗幟 |
| 庫爾德斯坦旗幟 |

| 佤邦邦旗 |
| 佤邦邦旗 |

| 巴雷克奇市旗 |
| 巴雷克奇市旗 |

| 好党党旗 |
| 好党党旗 |

### 部分太陽
| 安提瓜和巴布达国旗 |
| 安提瓜和巴布达国旗 |

| 吉里巴斯國旗 |
| 吉里巴斯國旗 |

| 馬拉威國旗 |
| 馬拉威國旗 |

| 朝来市市旗 |
| 朝来市市旗 |

| 博西洛沃市镇市旗 |
| 博西洛沃市镇市旗 |

| 查什卡市镇市旗 |
| 查什卡市镇市旗 |

## 其他

### 完整太陽
| 台灣共和國臨時政府國旗 |
| 台灣共和國臨時政府國旗 |

| 嘉義縣縣旗 |
| 嘉義縣縣旗 |

### 部分太陽
| 馬蘭阿美族旗幟 |
| 馬蘭阿美族旗幟 |

| 雷斯特雷波市旗 |
| 雷斯特雷波市旗 |